# Азиатская хоккейная лига
Азиатская хоккейная лига (АХЛ) — это объединение, деятельностью которого является проведение хоккейного чемпионата, где участвуют семь команд из Японии, Южной Кореи и России. Штаб-квартира лиги находится в Японии. Каждый год после окончания плей-офф победитель награждается специальным трофеем.
Лига была образована в 2003 году с целью популяризации хоккея в Японии и поддержки вновь созданной в Корее хоккейной лиги. Её целью является продвижение хоккея и развитие качеств игроков. Лига первоначально состояла из пяти команд в двух странах. В сезоне 2015-16 расширилась до четырёх стран и девяти команд.

## Команды лиги
| Действующие          | Город          | Страна | Год основания | Примечания                                     |
| -------------------- | -------------- | ------ | ------------- | ---------------------------------------------- |
| Тохоку Фри Блэйдс    | Хатинохе       | Япония | 2008          |                                                |
| Никко Айс Бакс       | Никко          | Япония | 2003          | Был известен как Никко Кобе Айс Бакс (2005-07) |
| Ниппон Пэйпер Крэйнс | Кусиро         | Япония | 2003          |                                                |
| Одзи Иглз            | Томакомай      | Япония | 2003          |                                                |
| Анян Халла           | Анян           | Корея  | 2003          | Был известен как Анъян Халла Виниа (2003-05)   |
| Дэмен Киллер Уэйлс   | Инчхон         | Корея  | 2016          |                                                |
| Сахалин              | Южно-Сахалинск | Россия | 2014          |                                                |

| Прекратившие существование | Город      | Страна | Годы участия | Примечания                                                                        |
| -------------------------- | ---------- | ------ | ------------ | --------------------------------------------------------------------------------- |
| Сэйбу Принс Рэббитс        | Ниси-Токио | Япония | 2003-08      | Был известен как ХК Кокудо (2003-06)                                              |
| Голден Амур                | Хабаровск  | Россия | 2004-05      | Провел один сезон                                                                 |
| Нордик Викингс             | Пекин      | Китай  | 2004-05      | Провел один сезон                                                                 |
| Чанчунь Фуао               | Чанчунь    | Китай  | 2004-06      | Вошел в состав Чайна Шаркс вместе с Хоса Первоначально выступал за Цицикар        |
| Хоса                       | Пекин      | Китай  | 2004-06      | Вошел в состав Чайна Шаркс вместе с Чанчунь Фуао Первоначально выступал за Харбин |
| Тэмён-санму                | Сеул       | Корея  | 2013-16      |                                                                                   |
| Чайна Дрэгон               | Шанхай     | Китай  | 2007-16      | Образован слиянием Hosa и Changchun Fuao в 2007                                   |
| Хай1                       | Чхунчхон   | Корея  | 2005-18      | Был известен как Кангвон Лэнд (2005-07)                                           |

## Победители турнира
| Сезон | Чемпион                                     |
| ----- | ------------------------------------------- |
| 2004  | Ниппон Пэйпер Крэйнс (Япония)               |
| 2005  | Сэйбу Принс Рэббитс (Япония)                |
| 2006  | Сэйбу Принс Рэббитс (Япония)                |
| 2007  | Ниппон Пэйпер Крэйнс (Япония)               |
| 2008  | Одзи Иглз (Япония)                          |
| 2009  | Ниппон Пэйпер Крэйнс (Япония)               |
| 2010  | Анян Халла (Южн. Корея)                     |
| 2011  | Анян Халла (Южн. Корея) и Тохоку Фри Блэйдс |
| 2012  | Одзи Иглз (Япония)                          |
| 2013  | Тохоку Фри Блейдз (Япония)                  |
| 2014  | Ниппон Пэйпер Крэйнс (Япония)               |
| 2015  | Тохоку Фри Блейдз (Япония)                  |
| 2016  | Анян Халла (Южн. Корея)                     |
| 2017  | Анян Халла (Южн. Корея)                     |
| 2018  | Анян Халла (Южн. Корея)                     |
| 2019  | Сахалин (Россия)                            |
| 2020  | Сахалин (Россия) и Анян Халла (Южн. Корея)  |

### По клубам
| № | Клуб                   | Победы |
| - | ---------------------- | ------ |
| 1 | «Анян Халла»           | 6      |
| 2 | «Ниппон Пэйпер Крэйнс» | 4      |
| 3 | «Сахалин»              | 2      |
| 4 | «Сэйбу Принс Рэббитс»  | 2      |
| 5 | «Одзи Иглз»            | 2      |
| 6 | «Тохоку Фри Блэйдс»    | 2      |

### По странам
| № | Страна      | Победы |
| - | ----------- | ------ |
| 1 | Япония      | 11     |
| 2 | Южная Корея | 6      |
| 3 | Россия      | 2      |